# Turatia scioneura
Turatia scioneura is een vlinder uit de familie dominomotten (Autostichidae). De wetenschappelijke naam is, als Holcopogon scioneura, voor het eerst geldig gepubliceerd in 1929 door Meyrick.
De soort komt voor in het Afrotropisch gebied.

## Andere combinaties
- Holcopogon scioneura Meyrick, 1929
- Ilionarsis scioneura (Meyrick, 1929)